# 桐蔭学園高等学校
桐蔭学園高等学校（とういんがくえんこうとうがっこう）は、神奈川県横浜市青葉区鉄町に所在する私立高等学校。
創立以来男女併学であったが2018年度入学生から共学となった。なお、当校と中高一貫教育を実施していた桐蔭学園中学校は2018年度から桐蔭学園中等教育学校に一本化され、2021年3月31日をもって閉校となった。

## 概要
1964年（昭和39年）4月、学校法人桐蔭学園設立と同時に桐蔭学園高等学校（普通科）創設。「公教育ではできない、私立ならではの教育」を掲げ、「真のエリートの育成」を目指して設立された。「能力別授業」（学力別授業、現：習熟度別）を実施、生徒が進学したい大学に入れる学校を目指した。また、クラブ活動を奨励し、1971年（昭和46年）には、高校野球において夏の甲子園で初出場・初優勝の快挙を成し遂げた。
かつては1学年が1600人のマンモス校で、クラス・コース編成を細分化、生徒の進路希望に合わせた授業を展開し、進学実績は急上昇、1992年（平成4年）には東京大学に114人の合格者を輩出した。かつては神奈川男子御三家に数えられていた。定員はかつての1学年1600人から漸減されており、2023年度の高等学校全校生徒数は2863人となっている。
量こそ質の経営方針は、2000年代に入り、進学実績が激減という形で現れ（2017年の東大合格者は2人、京大合格者は0人）、1998年から制度化された中等教育学校を機と見て、2001年に桐蔭学園中等教育学校を分離・併設した。これにより、小規模で難関大受験に特化する教育の編成ができた。だが、同一施設内に所在し、設備・グランドなども「従来校」と共用、中等6年時には高校女子部の理数コースとの合同の授業も行われ、入試時・在籍時の従来校での成績優秀者は「中等」へ編入可とするなど、事実上は「従来校」との連携が行われていた。
マンモス校で、最寄り駅からのバスが不便、また男女共学でないことから、受験生・保護者から敬遠されたとみる受験関係者も多く、これらを打開するため、2018年度には桐蔭学園高校を男女併学から男女共学にし、理数科を廃止しコース別編成にした。2019年度から桐蔭学園中学校の募集を停止（2021年度廃校）、桐蔭学園小学校の卒業生は桐蔭中等教育学校に進学することにした。よって、桐蔭学園高校は高校からのみの募集となる。

## 沿革
- 1964年（昭和39年）4月 - 学校法人桐蔭学園設立。桐蔭学園高等学校（普通科）開設[注 1]。
- 1966年（昭和41年）4月 - 桐蔭学園中学校開設（男子部として）。
- 1971年（昭和46年）4月 - 桐蔭学園高等学校に理数科を開設。
- 1981年（昭和56年）4月 - 桐蔭学園中学校・高等学校に女子部を開設（高等学校女子部は普通科のみ）[注 2]、食堂増設[注 3]。
- 1985年（昭和60年） - 女子部の校舎が完成[10]。女子部の鸞鳳祭が始まる[10]。
- 1992年（平成4年）4月 - ドイツ桐蔭学園（中等部・高等部）開校。
- 1997年（平成9年） - 新校舎竣工、男子部にも食堂増設。天体ドーム撤去。
- 2001年（平成13年）4月 - 桐蔭学園中等教育学校開設（男子4クラスを分離した）。
- 2012年（平成24年）4月 - ドイツ桐蔭学園（中等部・高等部）閉校。
- 2018年（平成30年）4月 - この年度の外部からの新入生より高等学校が男女共学化。普通科にプログレス・アドバンス・スタンダードの3コース制を導入する。高等学校理数科の募集停止。
- 2019年（平成31年）4月 - 中学校と中等教育学校を中等教育学校に一本化するために、中学校（男子部・女子部）の募集停止。
- 2021年（令和3年）4月 - 桐蔭学園中学校閉校。

## 編成
2018年度から共学としコースを改編した。なお、在学中のコース間生徒移動はなく、入学時のコースで3年次まで学ぶこととなる。
- プログレスコース：難関国公立大学および医学部進学に対応する。
- アドバンスコース：国公立大学および早慶等の難関私立大学進学に対応する。最も入学定員が多い。
- スタンダードコース：国公立大学および難関私立大学進学に対応する。

## カリキュラム
- 2018年度より3学期制となる[2]。
- 定期考査の成績により2年からは習熟度別授業クラス（レッスンルームと呼ぶ）の入れ替えが一部科目で行われる。ホームルームは1年から2年に進級するときの1回だけクラス替えが行われる。3年においては、ホームルームで受ける授業はない。
- 2022年度入学生より新学習指導要領に準拠し観点別評価に移行。定期考査や課題、小テスト、出席状況などを勘案し、知識・技能、思考・判断・表現、主体的に学習に取り組む態度の3観点の合計点で評定算出・単位認定を行っている。以前は、定期考査において、「到達度方式」と呼ばれる方式を採用していた。60点未満だと補習、課題提出、30点未満だと追試験の対象となるものであった。
- 総合的な探究の時間を「未来への扉（通称:みらとび）」と呼んでおり、1年でホームルーム単位で基礎を学んだあと、2年からゼミに所属し、論文を執筆する。

## 象徴

### 建学の精神・校訓
建学の精神
- 社会連帯を基調とした、義務を実行する自由人たれ。
- 学問に徹し、求学の精神の持ち主たれ。
- 道義の精神を高揚し、誇り高き人格者たれ。
- 国を愛し、民族を愛する国民たれ。
- 自然を愛し、平和を愛する国際人たれ。

校訓
- すべてのことに「まこと」をつくそう。
- 最後までやり抜く「強い意志」を養おう。

### 校風
かつて校則が厳しい学校として知られていたが、近年は緩和され、生徒の自主性は高くなっている。また、校外での芸能活動などを実質的に禁止としていたが、ここ数年は芸能活動を認めている。

### 校章
桐蔭学園の校章は、「五三の桐」である。桐には瑞鳥・鳳凰が宿るとされ、鳳凰が千里万里を天翔る前に、その力を養うのが桐樹の蔭である。これは、歴代理事長の母校である、旧制東京高等師範学校（東京教育大学を経た、現在の筑波大学）に因んだ校章となっている。

### 学園歌
学園内のそれぞれの学校の校歌は学園歌と呼称し1970年に制定された。
- 作詞：加藤楸邨
- 作曲：荒川よう

### 制服
制服は開校当時、男子部は金ボタン5個の学ラン、女子部はブレザーと棒ネクタイ（1988年春の選抜高校野球出場当時）だったが、現在は男子部・女子部共にブレザー、男子部はネクタイ、女子部はリボン・ネクタイに改訂され、2015年度から制服もモデルチェンジされた。2018年度からはバッグメーカーanelloとコラボしたスクールバッグを展開。女子はスラックス型も選択できる。

## キャンパス
キャンパスは43万km2と広大であり、勉学・スポーツ・情操教育のためのものとなる施設を含め、様々なものがある。丹下健三らによる設計である。
- キャンパス中央には、1,700席以上を誇る芸術ホール「桐蔭学園シンフォニーホール（旧称：鵜川メモリアルホール）」がある。ここは音楽、演劇、映画、講演など各種の催事に対応できる多目的ホールで、学園内で生徒たちが様々な芸術・文化に直に接することができる。N響やウィーン少年合唱団、ディズニー・オン・クラシック等の演奏会などが開催されている。貸ホール事業は行っておらず、公演はクローズド・貸切公演として行う。学園関係者以外が立ち入ることができる機会は学校説明会や学園祭等に限られる。
- 食堂は3ヶ所設置されている。高校生が主に使用するのは1ヶ所。2018年度より男女共学に伴い昼食時の食堂の利用も男女共用になった。寮生対応のため、朝や夜も営業。直営の桐蔭学園食堂部により運営されていたが、2023年度より外部委託している。2024年12月より「VICTORY DINING」としてメニューがリニューアルされた。
- 売店は桐蔭学園前バス停付近にヤマザキYショップが1店舗、校舎内にニューヤマザキデイリーストアを含む2店舗設置されている。運営はいずれも食堂と同一の業者に委託している。ヤマザキYショップは校舎外に立地しているため、学園関係者以外も利用できる。制服等の修繕も行っている。
- 保健室のほか診療所があり、学園の卒業生や保護者が内科・耳鼻科・眼科・整形外科・外科・精神科等の診察を行っている。
- 図書館は4ヶ所あり、高校生は桐蔭横浜大学内の大学図書館も一部制限があるが利用できる。学園全館でOPACを導入。電子図書館も展開している。学園全館の蔵書数は約40万冊、閲覧席数は1000席を超える。
- 運動部の自宅外生の受け入れも行っており、鉄町の学園敷地内と学園の近隣数ヶ所に学生寮を有している。
- 人工芝のラグビー場、サッカー場、多目的グラウンドが各1面あり、授業や部活動、大会で利用されている。野球場は内野土・外野人工芝が1面、同じく内野土・外野人工芝のサブ野球場が1面。その他、テニスコート等も多数設置されている。

## 交通
| 乗車駅                                               | 系統             | 下車停留所                | 運行事業者 |
| ---------------------------------------------------- | ---------------- | ------------------------- | ---------- |
| 東急田園都市線市が尾駅                               | 市43・直行・青27 | 「桐蔭学園前」            | ■東急      |
| 東急田園都市線青葉台駅                               | 青27・青28       | 「桐蔭学園前」            | ■東急      |
| 東急田園都市線・横浜市営地下鉄ブルーラインあざみ野駅 | 急行・た26・あ27 | 「もみの木台」、徒歩15分  | ■東急      |
| 小田急小田原線・多摩線新百合ヶ丘駅                   | 新21・新23       | 「もみの木台」、徒歩15分  | ■小田急    |
| 小田急小田原線柿生駅                                 | 柿22・急行       | 「桐蔭学園」              | ■小田急    |
| 小田急小田原線柿生駅                                 | 柿23             | 「桐蔭学園入口」、徒歩3分 | ■小田急    |

いずれの系統も登下校時間には約2-6分間隔で運行しており、通学の便宜が図られている。
桐蔭学園前発着の各系統では、学校行事開催時や、生徒の登下校時間帯が異なる日等には、学園より要請を受け、混雑状況をみて臨時便を運行することがある。なお、長期休み期間中は、市が尾駅 - 桐蔭学園前間の直行便は全便運休、青28系統と柿22系統は減便を伴う臨時ダイヤ運行実施の措置がとられている。
桐蔭学園前停留所は各方面ごとに乗車位置が分かれている。また、A棟正面入口前に3台停車可能な折返場を有している。
登校時間帯のあざみ野駅停留所（3番のりば）、下校時間帯のもみの木台停留所（あざみ野駅方面）では停留所に運賃箱を設置し東急バス社員を派遣、中扉から乗車可能とすることで乗車時間の削減を図っている。
市が尾駅・柿生駅では登校時間帯専用ののりばを設けており、市が尾駅では10番のりば、柿生駅では臨時のりば（タイムズマルエツ柿生店第２を閉鎖して使用）を設置している。
急行・直行を含むすべての系統で学園関係者以外も利用できる。

## 学校行事
以前、夏と冬に行われていた団体訓練は廃止された。

### 学園祭
2017年までは男女別であったが、2018年より、男子部中高・中等で用いられていた、鵬翔祭（ほうしょうさい）を用いる。
- 1974年、高校男子10期生の生徒を中心に学園祭開催の要望が出され、学校側は「日常生活の反映」、「独創性の発揮」、「全員参加」の3原則に沿って開催することを要請した[10]。生徒たち自身からの要請により文化祭の開催が実現するというきわめてまれな経緯により、生徒たちがこの3原則の下文化祭の計画を立て、翌1977年に第1回を開催した[10]。中学は1990年、中等は2001年から開催している[10]。
  - 改革の末、2010年（第34回鵬翔祭）より模擬店企画が主に高校2年普通科で復活した。

鸞鳳祭（らんほうさい）
- 女子部の学園祭は「鸞鳳祭」と呼んでいた。
- 中等の共学化された学年も同様の名称を使用している。
- 当初は男子部の校舎を間借りして行っていたが、1985年に女子部の校舎が完成したときに第1回が開催された[10]。

### 体育祭
2022年まではスポーツ競技会とされていたが、2023年より鳳舞祭（ほうぶさい）として高校で正式に開催された。
- 2022年、高校共学の有志の生徒を中心に体育祭開催の要望が出され、翌2023年に第1回を開催した[15]。

## 部活動
運動部においては硬式野球部、サッカー部、ラグビー部、柔道部、剣道部、テニス部、陸上部（リレー種目）などが全国優勝の実績がある。
1971年（昭和46年）、硬式野球部が夏の甲子園に初出場・初優勝という快挙を成し遂げ、創立間もないが一躍全国にその名が知られることとなった。

### 部活動実績
部活動における生徒の活躍は目覚ましい。
- 模擬国連部
元々は部活ではなく、一部の生徒による自主的活動であったが、生徒たちの強い希望により部活動になった。特に桐蔭学園中等教育学校の模擬国連部は、他の渋谷教育学園幕張などと並んで模擬国連の強豪である。過去にはニューヨークの国連本部で行われた国際大会で優勝したことがある。
- 硬式野球部
高等学校に1966年設置。奇本芳雄監督の下、大塚喜代美と土屋恵三郎の活躍で1971年夏（第53回）に初出場で初優勝を成す。以来、甲子園出場は春6回、夏6回を数える。
- サッカー部
全国屈指の名門でヴェルディ川崎（総監督）などで指揮を執った李国秀が長らく監督を務めていたことでも知られる。李監督の下1989年に全国選手権大会初出場を果たした。戦績の最高はインターハイ優勝（2011年[16]）。多数のプロ選手を輩出。W杯、五輪にも戸田和幸、森岡隆三らを送り込んだ。水嶋ヒロも同校サッカー部出身であり、冬の選手権にも出場している。全国高等学校サッカー選手権には2003年度大会以降10年以上遠ざかっていたことから、2015年3月に李監督が復帰するも、一部週刊誌に李監督によるパワハラ騒動が報じられる[17] などした結果、2017年度にチーム内の分裂騒動が発生。下級生から徹底強化する名目で李が指導するAチームは1、2年生のみで編成され、高円宮杯 JFA U-18サッカーリーグの都道府県リーグに当たる神奈川県U-18サッカーリーグ1部に参加、顧問の蓮見理志が監督を務めるBチームは3年生全員と自らの意思でBチームに加わった2年生3人で編成され、神奈川県U-18リーグには3部リーグに参加した[18]。結局県リーグは、1部リーグは18試合全敗23得点102失点と惨敗[19][20]、一方3部リーグに参加したBチームは9試合7勝2引き分け無敗の46得点2失点とグループ2位となった[21]。Bチームは練習すらできないことや練習ができてもグラウンドの端しか使用できない時期もあり、3年生にとって最後の大会となる選手権にも一時は李が率いるAチームが選手権予選に出場する予定だったものの、学校側の後押しで3年生中心のBチームで出場することが叶い、決勝でPK戦の末、桐光学園高校に競り勝ち、14年ぶりの全国選手権への出場を決めた[22]。その後2018年3月に監督交代が報じられ、OBの八城修が監督に就任した[23][24]。また、かつて存在した桐蔭学園中学は2008年の全国中学校サッカー大会で優勝を果たした[25]。
- ラグビー部
全国高等学校ラグビーフットボール大会には17回出場し、2010年度の第90回大会で初優勝（東福岡高校との引き分けによる両校優勝）。2019年度の第99回大会決勝戦で御所実業高校と対戦し23-14（前半3-14）で勝利し9年ぶり2回目（単独では、7回目の決勝進出で初）の優勝となり、翌2020年度の第100回大会でも決勝戦で京都成章高校に32-15（前半10-10）で勝利し2連覇を達成（大会史上9校目の連覇）。また、2017年の第18回全国高等学校選抜ラグビーフットボール大会でも初優勝しており、2019年までに3連覇を達成した。中学は全国大会5位と東日本優勝がこれまでの最高成績。
- 陸上競技部
全国大会出場、全国高校総体2006年大阪・4×100Mリレー優勝、2007年佐賀・4×100Mリレー優勝（2連覇）など。
- 剣道部
全国大会出場、最高は全国優勝。
- 柔道部
2005年・2017年全国高校選手権優勝、2005年金鷲旗高校柔道大会優勝、1996年・2006年・2017年全国高校総体団体戦で優勝。五輪選手輩出。
- 少林寺拳法部
全国大会出場、最高は全国4位。関東大会優勝。
- 水泳部
五輪選手（高校在学時）輩出。
- 軟式野球部
全国高等学校軟式野球選手権大会7回出場、最高成績はベスト4。国民スポーツ大会高等学校野球競技2回出場、第51回国民体育大会優勝。春季関東大会7回出場、最高成績は準優勝。秋季関東大会6回出場、最高成績は優勝、県内最多優勝回数を誇る（3回）。
- 硬式テニス部

全国大会出場、最高は全国優勝。
- ソフトボール部
- ソフトテニス部
- 卓球部
- ハンドボール部
- バスケットボール部
- バドミントン部
- 弓道部
- 体操部
- ラクロス部
- アウトドア部
- ダンス部
「全国中学校・高等学校ダンスコンクール」3位入賞（中学校部門では2006年、高校部門では2003年）、「全日本高校・大学ダンスフェスティバル（神戸）」創作コンクール部門NHK賞受賞（準優勝）（1997年・2006年・2008年）、などの成績を残す。
- ストリートダンス同好会
- 囲碁部
全国高校囲碁選手権大会に連続出場。個人戦全国大会出場、最高は全国1位。団体戦全国大会出場、最高は全国1位。
- 将棋部
個人戦全国大会出場、最高は全国3位。団体戦全国大会出場、最高は全国3位。
- 鉄道研究部
全国高等学校鉄道模型コンテスト全国大会入賞、最高は理事長特別賞。ハイスクール国際ジオラマグランプリ入賞、最高は準グランプリ。
部活動では珍しい5インチゲージの製造・整備を行っており、学園祭や学外のイベント会場で運行している。
- 吹奏楽部
2017年に第23回東関東吹奏楽コンクールB編成で金賞を受賞。その翌年にも金賞、日本管楽合奏コンテスト全国大会最優秀賞を受賞した。以降、A編成でも毎年上位大会に進出している。
2022年、2023年には東関東アンサンブルコンテストに出場。銀賞を受賞している。
2023年にかながわ新人コンクールで最優秀賞と首都圏学校交歓演奏会への推薦を受賞。翌年の首都圏学校交歓演奏会では銀賞を受賞した。
2024年には横浜代表として第25回東関東選抜吹奏楽大会に推薦され、金賞を受賞している。
- 器楽部
- 混声合唱部
- 筝曲部
- 軽音楽部
- 和太鼓部
- 写真部
- 天文部
- 生物部
- 化学部
- 美術部
- 書道部
- 文芸部
- 競技かるた部
- 数楽研究会
- インターアクトクラブ

事件・事故
2007年11月28日午前3時頃、柔道部所属の1年生男子部員が飲酒で酔った状態で「金を出せ」と路上で女性が所持していた鞄を奪い、被害女性の首を掴み10分程度住宅街を連れ回していた所、青葉署員が強盗容疑の現行犯で逮捕。取り調べに対し男子生徒は「寮で上級生と飲酒していた」と供述。
2015年8月14日、柔道部所属の1年生男子部員（当時16歳）が部活動中に倒れ、コーチの通報で緊急搬送。翌々日熱中症による多臓器不全で搬送先病院で死亡。

## 著名な出身者

### 政治・経済
- 椎名毅（元衆議院議員、弁護士、税理士）
- 坂口岳洋（元衆議院議員）
- 伊藤俊輔（衆議院議員）
- 宗野創（衆議院議員）
- 早川尚秀（栃木県足利市長）
- 山崎翼（元財務省主計局主計官、元内閣官房副長官秘書官）
- 佐藤伸樹（内閣府政策統括官付参事官）
- 山﨑和之（国連大使、元外務審議官、元外務省大臣官房長、元内閣総理大臣秘書官）
- 木原正裕（みずほフィナンシャルグループ社長兼グループCEO）
- 小池聡（ネットイヤーグループ創業者・元CEO）
- 小林茂（日本ガイシ社長）
- 三津原庸介（日本調剤社長、日本ジェネリック社長、メディカルリソース会長、元長生堂製薬会長）

### 学術

#### 医療
- 天野修（明海大学歯学部教授、組織学・解剖学）[28]
- 清水準一（東京医療保健大学教授、看護学）
- 武部貴則（東京医科歯科大学教授、日本学術振興会賞、日本学士院学術奨励賞）

#### 文系・芸術
- 遠藤乾（東京大学大学院法学政治学研究科教授、読売・吉野作造賞）
- 都留泰作（京都精華大学マンガ学部准教授）
- 佐々木茂（東洋大学国際観光学部教授）
- 吉原真里[29]（ハワイ大学アメリカ文化研究学部教授）
- 助川幸逸郎（岐阜女子大学教授）
- 原淳一郎（山形県立米沢女子短期大学日本史学科教授、近世旅行史・山岳信仰史）
- 春名展生（東京外国語大学学長、政治学）

#### 理系
- 関口晃司（高知工科大学工学部教授、専門は可換代数学）

### スポーツ

#### 野球

##### プロ野球
※名前の後ろに球団名明記の選手は現役
- 入沢淳
- 長内孝
- 水上善雄
- 渋井敬一
- 近藤章仁
- 関川浩一
- 小桧山雅仁
- 大久保秀昭（引退後は、JX-ENEOS/ENEOS監督、慶應義塾大学野球部監督）
- 髙木大成
- 副島孔太
- 高橋由伸（引退後は読売ジャイアンツ監督）
- G.G.佐藤
- 吉田好太
- 浅井良
- 平野恵一
- 川岸強
- 普久原淳一
- 小野剛
- 由田慎太郎
- 栂野雅史
- 川相拓也
- 加賀美希昇（横浜DeNAベイスターズ退団後→社会人JR西日本）
- 鈴木大地（東北楽天ゴールデンイーグルス）
- 井領雅貴
- 茂木栄五郎（東京ヤクルトスワローズ）
- 齊藤大将
- 若林晃弘（北海道日本ハムファイターズ）
- 山野辺翔（東京ヤクルトスワローズ）
- 森敬斗（横浜DeNAベイスターズ）
- 伊禮海斗（オイシックス新潟アルビレックス・ベースボール・クラブ）
- 柿崎颯馬
- 相澤白虎（読売ジャイアンツ）

##### アマチュア野球・指導者
- 土屋恵三郎（元桐蔭学園高校硬式野球部監督→星槎国際湘南監督、高野連育成功労賞受賞）
- 善波達也（元明治大学野球部監督、2015侍ジャパン大学代表監督)
- 萩原康（元シダックス選手・コーチ、桐蔭横浜大学元助監督）
- 村上純平（元鷺宮製作所選手）
- 石井章夫（元東京ガス選手・監督）
- 志村亮（元慶應大学野球部選手）
- 平野貴志（元JX-ENEOS）

#### サッカー
- 武田大（AC長野パルセイロ）
- 栗原明洋（AC長野パルセイロ）
- 盛田剛平（ザスパクサツ群馬・元ユニバーシアード代表）
- 井上渉（鹿児島ユナイテッドFC）
- 原田慎太郎（デイトン・ダッチライオンズ）
- 小澤司（水戸ホーリーホック）
- 森英次郎（グルージャ盛岡）
- 鈴木崇文（ザスパクサツ群馬）
- 服部大樹（横浜スポーツ&カルチャークラブ）
- 長谷部茂利（アビスパ福岡監督・1992年バルセロナオリンピック予選日本代表）
- 林健太郎（ヴェルディ川崎など）
- 山田卓也（ヴェルディ川崎など）
- 森岡隆三（清水エスパルスなど・日韓ワールドカップ代表キャプテン）
- 廣長優志（ヴェルディ川崎など・1996年アトランタオリンピック代表）
- 金子誠（ヴァンフォーレ甲府）
- 戸田和幸（SC相模原監督・日韓ワールドカップ代表）
- 米山篤志（カマタマーレ讃岐監督・栃木SCなど）
- 阿部祐大朗（ガイナーレ鳥取など・2003 FIFAワールドユース代表）
- 戸倉健一郎（ヴェルディ川崎・湘南ベルマーレなど）
- 福永泰（浦和レッドダイヤモンズユースコーチ）
- 栗原圭介（福島ユナイテッドFC元監督）
- 渡邉晋（モンテディオ山形監督）
- 松川友明（京都パープルサンガなど）
- 加賀見健介（FC東京など）
- 三上和良（大宮アルディージャなど）
- 一木太郎（ソニー仙台など）
- 小林慶行（ジェフユナイテッド市原・千葉監督・元U-22日本代表候補）
- 内田潤（アルビレックス新潟など）
- 小野智吉（横浜FCコーチ）
- 奈良安剛（コンサドーレ札幌など）
- 村田教生（水戸ホーリーホックなど）
- 松田典子（浦和レッドダイヤモンズ・レディースなど）
- 青戸翔（カマタマーレ讃岐など）
- 若林龍（SC相模原）
- 遠藤雅己（水戸ホーリーホック）

#### 柔道
- 生田秀和（アジア柔道選手権2005 100kg超級 銀メダル）
- 野瀬英豪
- 廣川充志
- 田中秀昌
- 高松正裕（世界柔道2010 81キロ級 銅メダル）
- 小野卓志（グランドスラム 金メダル（完全制覇）、世界柔道2005 81キロ級 銅メダル）
- 秋本啓之（世界柔道2010 73キロ級 金メダル）
- 粟野靖浩（世界柔道2010 73キロ級 銅メダル）
- 西山大希（世界柔道2011 90キロ級 銀メダル）
- 高上智史（アジア柔道選手権2012 66キロ級 銅メダル）
- 西山雄希（世界ジュニア2009 73キロ級 金メダル）
- 丸山剛毅（世界ジュニア2011 81キロ級 金メダル）
- 宮崎廉（グランドスラム東京2013 66キロ級 銅メダル）
- 山本杏（女子柔道 アジア大会2014 57キロ級 金メダル）
- 内尾真子（世界ジュニア2014 52キロ級 銅メダル）
- 嶺井美穂（世界ジュニア2014 63キロ級 金メダル）
- 関根聖隆（世界ジュニア2018 100キロ級 金メダル）
- 村尾三四郎（パリ五輪2024 90キロ級 銀メダル）
- 江口凛（世界カデ2019 57キロ級 金メダル）

#### ラグビー
- 四宮洋平（元ラグビー日本代表）
- 高忠伸（ラグビー選手 近鉄）
- 山下大悟（元ラグビー選手）
- 東野憲照（元ラグビー選手 サントリー）
- 高聡伸（ラグビー選手 日本IBM）
- 後藤翔太（元ラグビー選手 元神戸製鋼）
- 望月雄太（ラグビー選手 東芝）
- 覺來弦（ラグビー選手 元リコー）
- 吉廣広征（ラグビー選手 NEC）
- 櫻井朋広（ラグビー選手 NEC）
- 小澤直輝（ラグビー選手 サントリー）
- 原島知行（ラグビー選手 Honda）
- 宮澤正利（ラグビー選手 ヤマハ発動機）
- 古賀太貴（ラグビー選手 クボタ）
- 仲宗根健太（ラグビー選手 サントリー）
- 滑川剛人（ラグビー選手 トヨタ自動車）
- 西橋勇人（ラグビー選手 NTTコミュニケーションズ）
- 辰野新之介（ラグビー選手 東芝）
- 藤近紘二郎（ラグビー選手 キヤノン）
- 小倉順平（ラグビー選手 NTTコミュニケーションズ）
- 竹中祥（ラグビー選手 NEC）
- 松島幸太朗（2015,2019 ワールドカップ日本代表、サントリー）
- 中村駿太（ラグビー選手 サントリー）
- 濱野大輔（ラグビー選手 リコー）
- 堀越康介（ラグビー選手 サントリー）
- 齋藤直人（ラグビー選手 サントリー）
- 古川満（ラグビー選手 トヨタ自動車）
- 祝原涼介（ラグビー選手 サントリー）
- 眞壁照男（ラグビー選手 東芝）
- 石田楽人（ラグビー選手 NEC）
- 栗原由太（ラグビー選手 リコー）
- 床田聖悟（ラグビー選手 日野）
- 麻生典宏（ラグビー選手 BR東京）
- 細木康太郎（ラグビー選手 サントリー）
- 原田衛（ラグビー選手 東芝）
- 山本耕生（ラグビー選手 NEC）
- 田村魁世（ラグビー選手 トヨタ）
- 小西泰聖（ラグビー選手 浦安D-Rocks）
- 伊藤峻祐（ラグビー選手 静岡ブルーレヴズ）
- 平石颯（ラグビー選手 横浜キヤノン）
- 伊藤大祐（ラグビー選手 早稲田大学）
- 江川剛人（ラグビー選手 立命館大学）
- 床田淳貴（ラグビー選手 明治大学）
- 佐藤健次（ラグビー選手 早稲田大学）
- 青木恵斗（ラグビー選手 帝京大学）
- 矢崎由高（ラグビー選手 早稲田大学）
- 榎本拓真（ラグビー選手 青山学院大学）

#### その他
- 長谷川大悟（リオデジャネイロオリンピック陸上出場）
- 額賀靖生（プロゴルファー）
- 岸田真幸（北京オリンピック競泳出場）
- 天野美沙（アテネオリンピック競泳出場）
- 巽宇宙（総合格闘家）
- 山本徳郁（総合格闘家）※高等学校途中まで在籍
- 堀内和一朗（躰道選手、ファウストボール選手、医師。Ph・F・フォン・シーボルトの昆孫）
- 西山誠人（キックボクサー）
- 三井愛梨 (競泳選手、2024年パリオリンピック日本代表)

### マスコミ

#### アナウンサー

##### 男性
- 小倉淳 - フリーアナウンサー・江戸川大学客員教授、元日本テレビアナウンサー
- 多昌博志 - 元日本テレビアナウンサー
- 向井政生 - 元TBSアナウンサー
- 近藤敏之 - NHKアナウンサー
- 上野速人 - NHKアナウンサー
- 高橋雄一 - 元日本テレビアナウンサー
- 竹島知郁 - 秋田テレビアナウンサー
- 江田亮 - 元CBCアナウンサー
- 西川典孝 - NHKアナウンサー

##### 女性
- 岡田友香 - フリーアナウンサー（フォニックス所属）、元仙台放送アナウンサー
- 林佳緒里 - 元仙台放送アナウンサー
- 丸山蘭那 - 元CBCアナウンサー
- 中村仁美 - フリーアナウンサー（アミューズ所属）、元フジテレビアナウンサー
- 鈴江奈々 - 日本テレビアナウンサー
- 中野涼子 - 元四国放送→千葉テレビ放送→ 北海道文化放送アナウンサー
- 壽老麻衣 - フリーアナウンサー（TBSスパークル所属）、元RKB毎日放送アナウンサー
- 長澤彩子 - フリーアナウンサー、元福島テレビ→テレビ神奈川アナウンサー
- 増田美香 - WOWOWアナウンサー、元とちぎテレビアナウンサー
- 入江美寿々 - 北陸放送アナウンサー
- 本行慶子 - 琉球放送アナウンサー、元さくらんぼテレビジョン→テレビ信州アナウンサー

#### ジャーナリスト
- 神保哲生 - ビデオジャーナリスト、ビデオニュース・ドットコム代表

### 芸能

#### 俳優

##### 男性
- 織田裕二
- 水嶋ヒロ ※在学中はサッカー部に所属し、第81回全国高等学校サッカー選手権大会ではレギュラーとして出場し、ベスト4に進出。
- 堀内正美
- 山下規介
- 田島優成
- 水野真典 ※途中転校しクラーク記念国際高等学校卒業
- 平泉陽太（元俳優）

##### 女性
- 林真里花
- 篠原ゆき子
- 粟田麗
- 山崎丹奈

#### タレント・モデル・お笑い
- 小林まさひろ（元ザ・ハンダースメンバー）
- ゆきりぬ（YouTuber）
- 西川史子（タレント・医師）
- 高木晋哉（ジョイマン）
- 喜久亭寿楽（落語家）中退
- 椿鬼奴（芸人）
- 立川志らら（落語家）
- ジーニー堤（ものまねタレント・ラジオMC）
- 澤宥紀（モデル）
- ナナオ（YouTuber）
- さもあんすがい（タレント）

### 音楽
- デーモン閣下
- 野田洋次郎（RADWIMPSボーカル&ギター）
- 五十嵐公太（元JUDY AND MARYドラマー）
- グローバー義和（ミュージシャン）
- KEN THE 390（ヒップホップMC）
- 佐野まり
- タケヒト（彩冷えるギター）
- インテツ（彩冷えるベース）
- たら（176BIZ、the Riotts.ベース）
- 木村至信（医師・ミュージシャン・木村至信BAND）
- 和太鼓グループ彩 -sai-（プロ和太鼓集団）
- 映秀。（ミュージシャン）

### 文化
- 宮崎大祐（映画監督）
- 中川龍太郎（映画監督、脚本家、詩人）
- やくみつる（漫画家）
- 志名坂高次（漫画家）[要出典]
- 篠原哲雄（映画監督）
- 大宮エリー（脚本家、CMディレクター）
- わぐりたかし（放送作家、大阪府公立学校長）
- 渡辺健一（構成作家）中学まで

### その他
- 片岡芳保（歯科医師）日本歯科臨床医学会創設者の一人
- 早見和真（小説家）
- 堀川淳一（芸術社会学者）
- 岩波慶（実業家）